# Arasz Afszin
Arasz Afszin (pers. ‏آرش افشین‎, ur. 21 stycznia 1989 w Ramhormozie) – irański piłkarz występujący na pozycji środkowego napastnika lub skrzydłowego w irańskim klubie Chejbar Chorramabad.

## Kariera piłkarska
Arasz Afszin jest wychowankiem Fuladu. W swojej karierze grał jeszcze w klubach takich jak: Sepahan Isfahan, Malawan Bandar-e Anzali, Esteghlal Teheran i Esteghlal Chuzestan. Od 2021 jest zawodnikiem Chejbar Chorramabad.
W 2011 zadebiutował w reprezentacji Iranu. W tym samym roku został powołany do kadry narodowej na Puchar Azji. Jego drużyna zwyciężyła w grupie i odpadła w ćwierćfinale z Koreą Południową. Afszin w fazie grupowej strzelił bramkę w wygranym 3:0 meczu ze Zjednoczonymi Emiratami Arabskimi.